# Jake Coco
Pour les articles homonymes, voir Coco.
Jake Coco, né le 7 mai 1984 à Cleveland, est un musicien américain . Musicien et producteur, sa musique a été jouée dans plusieurs séries américaines telles que Hôpital central ou encore les films Strawberry Wine et Confession of a Pitfighter.

## Histoire
Jake Dillon Coco a été élevé par sa mère qui l’a poussé très jeune à jouer de la musique. Il commence par jouer du violon mais préfère très vite la guitare, le piano et la batterie. À l’âge de 17 ans, il obtient une bourse d’étude pour l’université Berklee College of Music, mais préfère partir en tournée avec son groupe de rock Spencer.

## Carrière
En 2002, Jake décide de partir à Los Angeles, où il enregistre son premier album Broken Hearts and Fairytales. En 2005, le site YouTube le propulse en première page avec sa chanson Bleu for You. Il devient rapidement l’un des artistes les plus populaires du site de vidéos. Après s'être retiré deux ans de la scène acoustique, Jake décide de se consacrer à la production et à l’écriture de ses prochains albums. Il fonde son propre label Keep Your Soul Records et enregistre ses prochains albums dont Re-defining Love, Back on Track et I.LIVE.TO.LOVE.
Il produit et écrit les chansons pour plusieurs artistes dont Caitlin Hart. Il travaille également en collaboration avec W.G. Snuffy Walden et Ronnie Day sur plusieurs projets.